# Isodontia mexicana
Isodontia mexicana  (лат.) — вид ос из семейства Sphecidae. Встречается в Северной Америке. В период с 1940 по 1960 год был завезен в Европу американскими войсками снабжения через Францию, а во время войны в Персидском заливе с 2004 года появился в Иране и позднее распространился до Турции.

## Описание
Крупные роющие осы чёрного цвета с затемнёнными металлически-синими или буроватыми крыльями. Длина тела около 2 см. Осы с удлинённым телом и стройными ногами. Брюшко стебельчатое.
Isodontia mexicana строит свои гнезда в небольших наземных полостях, включая тростниковые и бамбуковые трубки, обычно используемые в «домах» насекомых, или даже старые гнездовые трубки Xylocopa violacea. Поэтому он является потенциальным конкурентом за места для гнездования с местными пчелами, гнездящимися в полостях. Многочисленные расплодные ячейки снабжены кузнечиками и разделены стенками из стеблей травы — уникального материала для гнездовых полостей Hymenoptera в Европе.
Принимаются все виды естественных и искусственных полостей, например, стебли тростника (особенно гигантского тростника Arundo donax). Этот вид регулярно встречается в Америке в гнездовых устройствах для диких пчел с предварительно просверленными отверстиями, которые устанавливаются, например, для содействия размножению люцерновой пчелы листореза (Megachile rotundata). Широко распространено также заселение швов оконных козырьков от дождя. Во Флориде используются даже ловушки насекомоядного растения Sarracenia minor.
Гнезда Isodontia mexicana часто поражаются паразитами и паразитоидами. Часто встречаются мухи семейств Phoridae и Sarcophagidae, которые питаются добычей кузнечиков как клептопаразиты. Личинка осы может пережить заражение, но вылупившаяся оса будет значительно меньше.

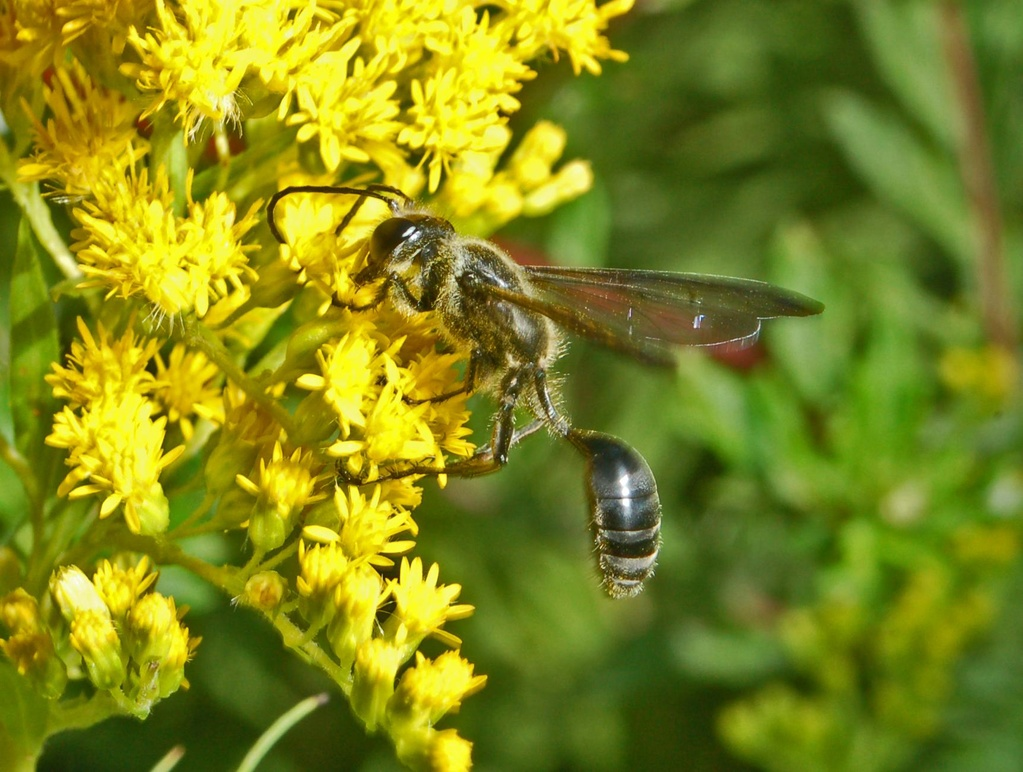
Вид сбоку
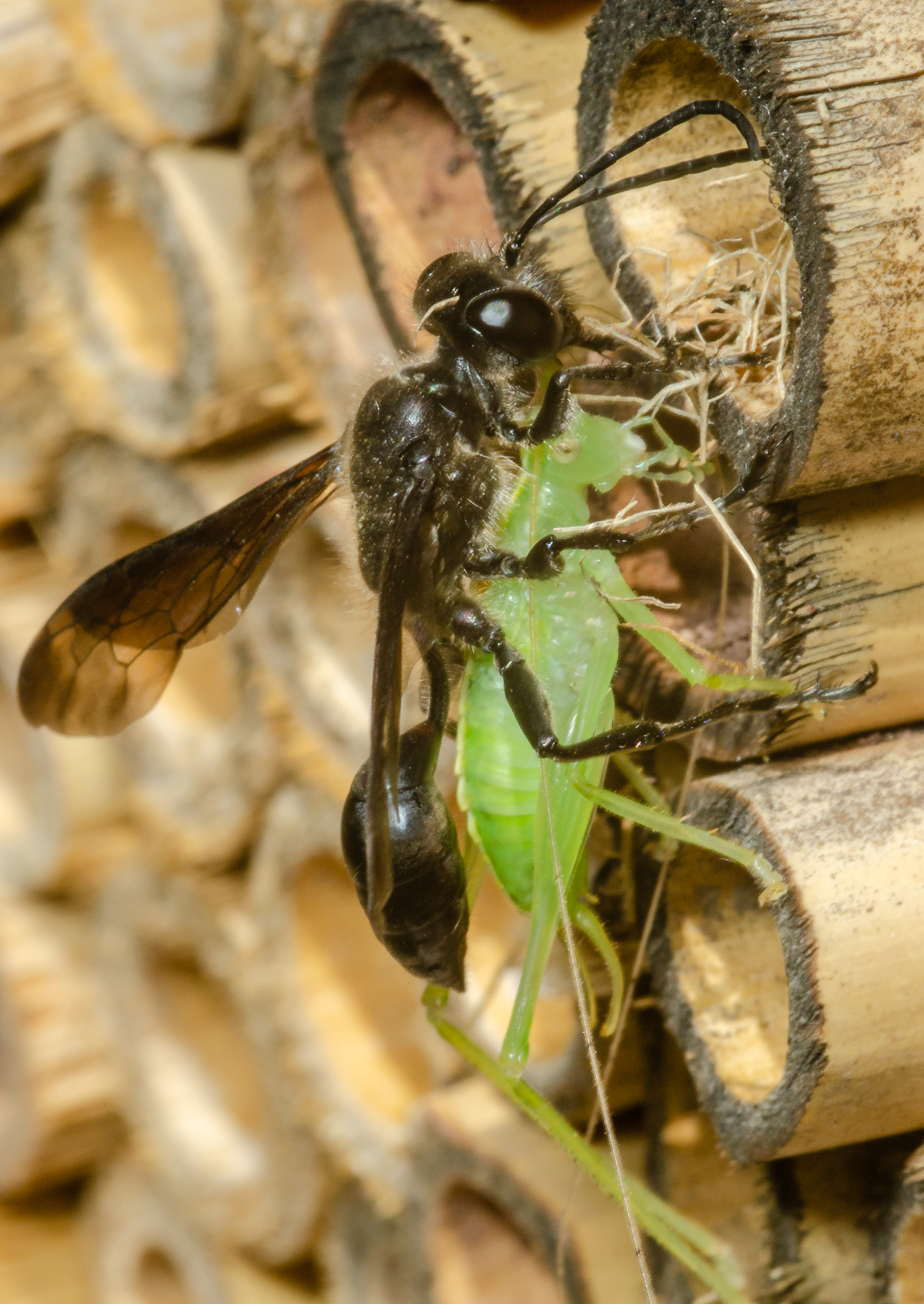
С добычей
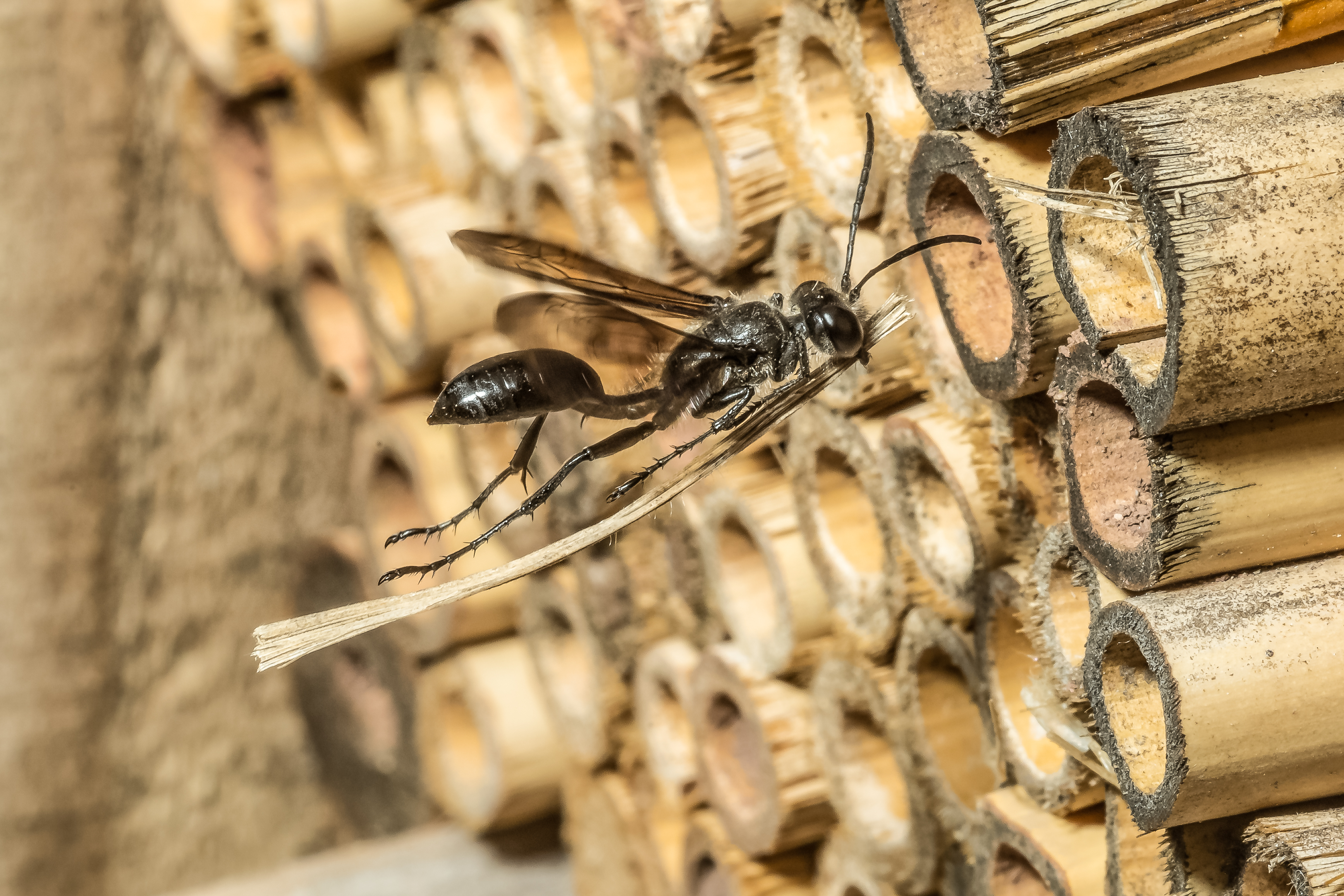
С гнездовым материалом
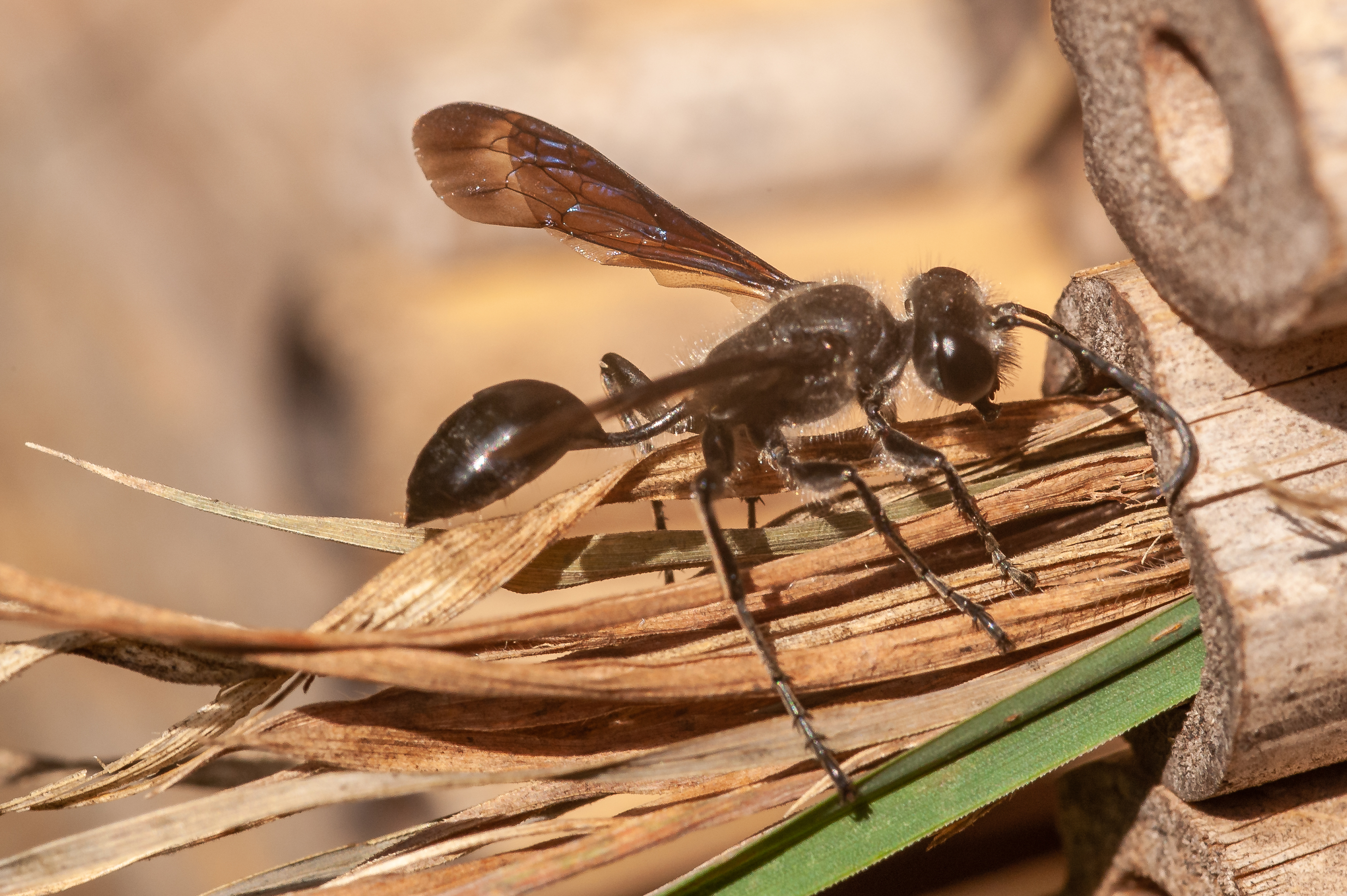
Закрытие гнезда

## Инвазивность
Isodontia mexicana часто называют инвазивным видом (Ćetković et al. 2012; Can 2024; Gladcaia 2024). Однако определение этого термина является неоднозначным из-за его различного использования в разных источниках. В области энтомологии термин «инвазивный» обычно применяется к насекомым, которые приживаются в новой среде, быстро распространяются и наносят существенный экологический, экономический или социальный ущерб в этой среде. Это различие имеет решающее значение для отличия инвазивных насекомых от тех, которые являются просто новыми, неозойскими или распространяющимися. Для такой оценки недостаточно продолжительности присутствия в новой области; необходима также информация о долгосрочной интеграции. В 2025 году энтомологи в Германии не обнаружили никаких признаков конкуренции, а скорее успешную интеграцию. С учетом этого аспекта, классификация Isodontia mexicana будет скорее неозойской, чем инвазивной.

## Распространение
Встречается в Северной Америке (Канада, Мексика, США, включая Гавайи; Центральная Америка).
В период с 1940 по 1960 год I. mexicana, вероятно, был завезен в Европу американскими войсками снабжения через Францию. С тех пор эта оса непрерывно распространяется как естественным путем, так и в результате непреднамеренной перевозки ее потомства людьми, например, в тростнике и бамбуковых палках для садовых работ. С 1962 года вид был обнаружен по крайней мере в 16 европейских странах. Первое упоминание в Германии было в 1997 году в Тюбингене, Баден-Вюртемберг. Самые северные сообщения поступали из Берлина и Англии. Взрослые особи I. mexicana встречаются во многих типах среды обитания; они были обнаружены в открытых ландшафтах, жилых районах, частных садах и городских парках. Вид отмечен в числе прочих в таких странах и регионах как Австрия, Бельгия, Болгария, Великобритания, Венгрия, Германия, Греция, Испания, Италия, Молдова, Нидерланды, Россия, Сербия, Словакия, Словения, Франция, Хорватия, Чехия, Швейцария. Также с 2004 года отмечен в Азии: Иран (2004), Турция.

## Систематика
Вид был впервые описан в 1867 году швейцарским энтомологом Анри де Соссюром (1829—1905) под названием Sphex apicalis mexicana Saussure, 1867. В 1963 году получил новое именование и статус как Isodontia mexicana (R. Bohart and Menke, 1963:139).